# Floridsdorfer AC
Floridsdorfer AC ou FAC Team für Wien é um clube de futebol austríaco, com sede em Viena, atualmente disputa a Segunda divisão Austríaca. A equipe ganhou a Campeonato Austríaco de Futebol, em 1940, 1941 e 1944.

## Elenco Atual
Desde 3 de Fevereiro de 2015
Nota: Bandeiras indicam equipe nacional, conforme definido pelas regras de elegibilidade da FIFA. Os jogadores podem ter mais de uma nacionalidade não-FIFA.
| N.º |                      | Posição | Jogador               |
| --- | -------------------- | ------- | --------------------- |
| 1   | Áustria              | G       | Rene Swete            |
| 2   | Áustria              | D       | Matthias Hager        |
| 3   | Áustria              | D       | Alois Prohaska        |
| 4   | Áustria              | D       | Oliver Mohr           |
| 5   | Sérvia               | D       | Aleksandar Milenkovic |
| 6   | Áustria              | M       | Andreas Bauer         |
| 7   | Áustria              | M       | Patrick Haas          |
| 8   | Áustria              | M       | Sascha Viertl         |
| 9   | Áustria              | A       | Michael Pittnauer     |
| 10  | Áustria              | M       | Martin Demic          |
| 11  | Bósnia e Herzegovina | M       | Arvedin Terzic        |
| 12  | Áustria              | M       | Daniel Maurer         |
| 13  | Áustria              | D       | Sargon Duran          |

| N.º |         | Posição | Jogador               |
| --- | ------- | ------- | --------------------- |
| 15  | Áustria | M       | Alexander Al Sarrag   |
| 16  | Áustria | A       | Daniel Randak         |
| 17  | Áustria | D       | Philipp Steiner       |
| 18  | Áustria | M       | Furkan Aydogdu        |
| 19  | Áustria | M       | Martin Stehlik        |
| 21  | Áustria | G       | Alexander Toninger    |
| 22  | Turquia | M       | İlkay Durmuş          |
| 23  | Áustria | A       | Daniel Maderner       |
| 24  | Áustria | D       | Christian Haselberger |
| 25  | Áustria | A       | Mirnel Sadovic        |
| 26  | Croácia | A       | Darijo Pecirep        |
| 31  | Áustria | G       | Nikolai Vambersky     |

## Títulos
- Campeonato Austríaco de Futebol 1940, 1941, 1944